# 밀랍의 집
《밀랍의 집》(영어: House of Wax)은 미국에서 제작된 안드레이 더토스 감독의 1953년 미스터리 공포 영화이다. 워너 브라더스의 1933년 영화 《밀랍 박물관의 미스테리》의 리메이크 작품이다. 빈센트 프라이스 등이 출연하였고, 브라이언 포이 등이 제작에 참여하였다.
2005년 이 영화를 느슨하게 리메이크한 동명 영화가 개봉하였다.
2014년 이 영화는 미국 의회도서관에 의해 문화적으로, 역사적으로, 미적으로 중요함을 인정받아 미국 국립영화등기부에 선정, 보존되었다.

## 출연진
- 빈센트 프라이스
- 필리스 커크
- 캐럴린 존스
- 폴 피처니
- 프랭크 러브조이
- 로이 로버츠
- 앤절라 클라크
- 폴 캐버나
- 댑스 그리어
- 찰스 브론슨
- 레지 라이멀
- 프랭크 퍼거슨
- 네드릭 영

## 기타 제작진
- 미술: 스탠리 플라이셔